# Marcali Miklós
Marcali Miklós (Péc nembeli; ? – Itália, Motta di Livenza 1412. március, augusztus, vagy utána) erdélyi vajda, főispán, földesúr.

## Élete
A Péc nemzetség tagjaként, Marcali István fiaként született ismeretlen időpontban. Testvére Marcali Dénes (?–1425), visegrádi várnagy, a székelyek főispánja. Marcali Miklós felesége Szobocsinai Selk Erzsébet volt, aki Marcali halála után egy Cillei-familiárishoz, Piers Györgyhöz ment feleségül. Marcalival egy fiuk született, János, akivel azonban a családnak ez az ága kihalt. Lányuk, Dorottya élete hányatott volt, Marcali Miklós halála után  férjét megölték, vagyonából kiforgatták.
Marcali Miklós testvéreivel együtt Fejérkő várát Kőröshegy birtokkal, és több Somogy vármegyei jószágot is kaptak Zsigmond magyar királytól. 1394-től 1402-ig Csáky Miklóssal közösen Temes vármegye, ispánja, ám ez a tisztség - más vármegyék ispánjaival ellentétben - ekkor még nem emelte az országos méltóságok közé annak viselőjét, így nem minősült bárói rangnak. 1399. november 20-tól szintén Csákyval Bihar vármegye, főispánjai. 1400. július 14-től Csákyval Békés és Zaránd vármegye főispánjai.
Miklós testvéreivel együtt Zsigmond magyar király híve volt, és az uralkodó is elismerte érdemeit. Temes és Krassó vármegye ekkoriban élte át az első török betöréseket, melyekkel szemben Marcali "az oroszlán vakmerőségével felövezve" harcba bocsátkozott.  Nem véletlenül nyerte el Csáky Miklóssal együtt 1401 és 1403 között az erdélyi vajda címet is. 1403-ban azonban királya ellen fordult: László nápolyi király - kihasználva, hogy a magyar rendek elégedetlenek voltak Zsigmonddal és az őt körülvevő idegen származású bárókkal - próbálta megszerezni a magyar trónt. A Kanizsai János vezette politikai csoportosuláshoz számos magyar főnemes csatlakozott, így Marcali Miklós is, aki hadbahívta a Tiszántúl nemességét. Az egész keleti országrészt ellenőrzése alatt tartották, azonban Nápolyi László erőtlensége, Zsigmond megbocsátó politikája erodálta a magyar főurak elszántságát és az ellenállás végül összeomlott. Marcali Miklós is bűnbocsánatot nyert. 1412-ben a Velencei Köztársaság elleni hadjárat egyik hadvezére lett. 1412-ben az ún. mottai csatában (Motta di Livenza) Ozorai Pipó mellett kapott halálos sebet. Mind a csata pontos napjára, mind Marcali Miklós halálának napjára több időpont van megadva: a csata dátumát száz évvel ezelőtt 1412 márciusára tették, manapság az 1412 augusztus 9. vagy 24. van megadva. Egy forrás szerint Marczali még hónapokat élt a csatát követően, de nem épült fel, az ott szerzett sebe vagy sebei miatt hunyt el ismeretlen időpontban.
Életének romantikus eseménye volt, amikor a jó barátjának tartott Himfi Benedeknek a törökök által elrabolt lányáért személyesen utazott Kréta szigetére, hogy kiszabadítsa (pénzzel kiváltsa). A kortársak azonban ezt elhibázott lépésnek tartották, mivel az elrabolt és rabszolgaként - gyakran ágyasként - használt nőket a családjuk rendszerint kitagadta. Azon kevés középkori személyek egyike, akinek a sírköve előkerült. Székesfehérvár belterületén, az ún. Fellmayer-féle ház udvari épületének falába volt beépítve a kő. A kör alakú, vörösmárványból készült, 23 centiméter vastagságú, 132 X 133 centiméteres sírkövön lévő ábrák, így a címerpajzs is megsérült, eltűnt, de latin nyelvű felirata olvasható: Hic iacet Nicolaus de Marchali... decoratam reliquit. Obiit anno domini MCCCCXIII Magyarul körülbelül: Itt nyugszik Marcali Miklós (...) balra díszítve. 1413-ban halt meg. A felirat 1413-at ír a halálozás éveként, de ez inkább a sírkő elkészítésének a dátuma lehet. A sírkő a székesfehérvári Szent István Király Múzeum kőtárában található.